# Xyloperthodes hova
Xyloperthodes hova är en skalbaggsart som beskrevs av Pierre Lesne 1906. Xyloperthodes hova ingår i släktet Xyloperthodes och familjen kapuschongbaggar. Inga underarter finns listade i Catalogue of Life.